# Wymagania funkcjonalne
Wymagania funkcjonalne w inżynierii oprogramowania i inżynierii systemów, definiują funkcję systemu lub jego składnik, którym jest dokładnie opisany w specyfikacji zachowań pomiędzy wejściem i wyjściem. Wymagania funkcjonalne mogą obejmować obliczenia, szczegóły techniczne, manipulację i przetwarzanie danych oraz inne specyficzne funkcje, które określają, co system ma osiągnąć. Wymagania funkcjonalne określają konkretne wyniki systemu. Należy temu przeciwstawić wymagania niefunkcjonalne, które określają ogólne cechy, takie jak koszt i niezawodność. Wymagania funkcjonalne kierują architekturą aplikacji systemu, podczas gdy wymagania niefunkcjonalne kierują architekturą techniczną systemu.

## Proces
Typowy wymóg funkcjonalny będzie zawierał unikalną nazwę i numer, krótkie podsumowanie i uzasadnienie. Informacje te są używane, aby pomóc czytelnikowi zrozumieć, dlaczego wymóg jest potrzebny, i śledzić wymagania poprzez rozwój systemu. Sednem tego wymogu jest opis wymaganego zachowania, które musi być jasne i czytelne. Opisane zachowanie może wynikać z reguł organizacyjnych lub biznesowych lub może zostać wykryte podczas sesji wywoływania z użytkownikami, interesariuszami i innymi ekspertami w organizacji. Wiele wymagań może zostać odkrytych podczas opracowywania przypadku użycia. Gdy tak się stanie, analityk wymagań może utworzyć wymóg zastępczy z nazwą i podsumowaniem, a później zbadać szczegóły, które zostaną wypełnione, gdy będą lepiej znane.